# 任湘
任湘（1926年8月—2020年11月18日），原名任生沪，男，汉族，籍贯湖南湘阴，生于上海，“4821”成员之一。中国地质学家，被誉为“中国地热之父”。

## 家庭
父亲任作民。伯父任弼时。